# Harry Barkas
Henry Brown „Harry“ Barkas (* 21. Januar 1906 in Wardley; † 2. Quartal 1974 in South Shields) war ein englischer Fußballspieler.

## Karriere
Harry Barkas, Sprössling einer Fußballerfamilie, aus der fünf von sieben Brüdern Profifußballer wurden, spielte Ende 1929 für Spennymoor United in der North Eastern League, als er in einem Ligaspiel gegen die Reservemannschaft des FC South Shields vier Treffer erzielte. Barkas wurde daraufhin umgehend von South Shields verpflichtet und gab am 14. Dezember gegen den FC Nelson sein Debüt in der Football League Third Division North, als er beide Treffer beim 2:1-Erfolg erzielte. Auch in der Folge zeichnete sich Barkas als regelmäßiger Torschütze aus und hatte bis Saisonende 15 Treffer in 21 Spielen erzielt. Wegen des über Jahre hinweg immer geringer gewordenen Zuschauerzuspruchs in South Shields und den damit verbundenen finanziellen Problemen, siedelte der Verein im Sommer 1930 in das 15 Kilometer entfernte Gateshead über und benannte sich in AFC Gateshead um.
Barkas ging diesen Schritt mit und erzielte für Gateshead in den folgenden Monaten sieben weitere Treffer, bevor er im Dezember 1930 für eine Ablöse von £1.500 zum FC Liverpool in die First Division wechselte. Anders als seinen Brüdern Ned und Sam, letzterer brachte es sogar zu fünf Länderspielen für England, war Harry keine erfolgreiche Laufbahn in der First Division vergönnt. Seinem Debüt am 3. Januar 1931 gegen den FC Middlesbrough folgten nur vier weitere torlose Einsätze, bevor er den Klub am Ende der Saison 1931/32 wieder verließ und seine Laufbahn im Non-League football beim AFC Jarrow fortsetzte.